# Список умерших в 1981 году
В этой статье представлен список известных людей, умерших в 1981 году.
- См. также: Категория:Умершие в 1981 году

## Январь
- 1 января — Артур Бергер (88) — советский художник, Заслуженный художник РСФСР (1968).
- 1 января — Нерсес Брутенц-Аствацатрян (86) — деятель ВЧК — ОГПУ — НКВД, начальник Управления НКВД по Автономной области Нагорного Карабаха — Нагорно-Карабахской автономной области (1935—1936).
- 2 января — Иван Гальцев (55) — участник Великой Отечественной войны, Герой Советского Союза.
- 4 января — Лев Авербух (67) — молдавский советский скульптор-монументалист.
- 6 января — Геннадий Гор (73) — русский советский писатель.
- 6 января — Арчибальд Джозеф Кронин (84) — шотландский писатель.
- 7 января — Николай Водолазкин (59) — участник Великой Отечественной войны, Герой Советского Союза.
- 7 января — Виктор Галицкий (56) — советский учёный, физик-теоретик; доктор физико-математических наук.
- 7 января — Александр Котов (68) — советский гроссмейстер и шахматный литератор.
- 7 января — Леонид Тихмянов (60) — участник Великой Отечественной войны, Герой Советского Союза.
- 8 января — Георгий Кузнецов (56) — участник Великой Отечественной войны, Герой Советского Союза.
- 9 января — Иван Маширь (70) — лейтенант Советской Армии, участник Великой Отечественной войны, Герой Советского Союза.
- 10 января — Галимжан Каллемов (42) — советский писатель.
- 11 января — Артур Бергер (81) — советский художник кино австрийского происхождения.
- 12 января — Герц Цомык (66) — советский виолончелист.
- 12 января — Егор Юрченко (61) — полковой инженер 842-го стрелкового полка 240-й стрелковой дивизии 38-й армии Воронежского фронта, Герой Советского Союза.
- 13 января — Михаил Фролов (70) — Герой Советского Союза
- 16 января — Дмитрий Фоменко (52) — дояр совхоза «Дружба» Сватовского района Луганской области. Герой Социалистического Труда.
- 17 января — Андрей Орленко (56) — Полный кавалер Ордена славы.
- 18 января — Мэри Бевис-Хотон (56) — австралийская теннисистка.
- 18 января — Владимир Касьяненко (79) — украинский советский учёный в области сравнительной морфологии, зоолог и анатом, профессор, академик АН УССР.
- 18 января — Александр Тихомиров — российский поэт.
- 18 января — Николай Хлебников (85) — Герой Советского Союза.
- 19 января — Дмитрий Лыков — Полный кавалер Ордена Славы.
- 20 января — Дмитрий Морозов (68) — полковник Советской Армии, участник Великой Отечественной войны, Герой Советского Союза.
- 20 января — Василий Новиков (73) — участник Великой Отечественной войны, Герой Советского Союза.
- 20 января — Дмитрий Тарасков (65) — участник Великой Отечественной войны, Герой Советского Союза.
- 21 января — Мядзель, Михаил Маркович (70) — участник Великой Отечественной войны, Герой Советского Союза.
- 21 января — Сергей Хоменко (66) — сержант Советской Армии, участник Великой Отечественной войны, Герой Советского Союза.
- 22 января — Филипп Лохматиков (57) — генерал-майор Советской Армии, участник Великой Отечественной войны, Герой Советского Союза.
- 23 января — Роман Руденко (73) — советский юрист, обвинитель от СССР на Нюрнбергском процессе, Генеральный прокурор СССР.
- 24 января — Геннадий Галанов (58) — участник Великой Отечественной войны, Герой Советского Союза.
- 25 января — Григорий Байда (78) — Дважды Герой Социалистического Труда.
- 26 января — Иван Сидоров (73) — советский историк, автор книг об истории Ярославской области в Великой Отечественной войне.
- 28 января — Дмитрий Абраменко (70) — участник Великой Отечественной войны, Полный кавалер ордена Славы.
- 28 января — Павел Иванушкин (60) — участник Великой Отечественной войны, Герой Советского Союза.
- 28 января — Михаил Шишов (70) — советский шахматист, мастер спорта СССР.
- 29 января — Илья Вергасов (66) — участник Великой Отечественной войны, командир объединённого партизанского района в Крыму, писатель.
- 30 января — Андрей Ларин (69) — участник Великой Отечественной войны, Герой Советского Союза.

### Без точных дат
- Лотта Венспол (81) — член КПСС, партийный деятель, участница Гражданской войны в России.
- Олег Володяев (35) — советский хоккеист, вратарь, повесился.
- Розина Куске (76) — член КПСС, государственный деятель.
- Мария Сахьянова (86) — член КПСС, партийный деятель.
- Иван Сукобатиков (87) — член КПСС, хозяйственный деятель.

## Февраль
- 1 февраля — Александра Бельцова (88) — латвийский и советский художник.
- 1 февраля — Георгий Мартынюк (67) — советский звукооператор студии «Союзмультфильм».
- 1 февраля — Миша Мишаков — американский скрипач российского происхождения.
- 2 февраля — Владимир Дьячков (76) — советский легкоатлет, тренер и учёный в области спортивной педагогики.
- 3 февраля — Иван Мельников (66) — участник Великой Отечественной войны, Герой Советского Союза.
- 4 февраля — Иван Разволяев (66) — участник Великой Отечественной войны, Герой Советского Союза.
- 4 февраля — Борис Цулукидзе (63) — участник Великой Отечественной войны, Герой Советского Союза.
- 4 февраля — Леонид Шматько (63) — советский украинский живописец, художник монументального искусства.
- 7 февраля — Михаил Просвирнов (62) — участник Великой Отечественной войны, Герой Советского Союза.
- 8 февраля — Евгений Воронин (54) — Герой Социалистического Труда.
- 9 февраля — Франц Андрисек (75) — австрийский тяжелоатлет, олимпийский чемпион и чемпион Европы.
- 9 февраля — Билл Хейли (55) — один из первых американских музыкантов, исполнявших музыку в стиле «рок-н-ролл».
- 9 февраля — Иван Снитко (84) — советский инженер-контр-адмирал.
- 10 февраля — Арон Гиндин (77) — главный инженер специального управления «Братскгэсстрой».
- 11 февраля — Мовсун Санани (80) — азербайджанский и советский актёр театра и кино, Народный артист Азербайджанской ССР.
- 12 февраля — Лев Атаманов (75) — советский режиссёр мультипликационного кино.
- 12 февраля — Иван Рубленко (61) — участник Великой Отечественной войны, гвардии младший лейтенант, Герой Советского Союза.
- 13 февраля — Константин Марджанишвили (77) — советский и грузинский математик, академик АН СССР, Герой Социалистического Труда (1973).
- 13 февраля — Григорий Щекотов (56) — участник Великой Отечественной войны, гвардии младший лейтенант, Герой Советского Союза.
- 15 февраля — Сергей Амелечкин (61) — участник Великой Отечественной войны, механик-водитель танка 1454-го самоходно-артиллерийского полка 11-го гвардейского танкового корпуса 1-й гвардейской танковой армии 1-го Белорусского фронта. Герой Советского Союза.
- 15 февраля — Мечисловас Гедвилас (79) — литовский коммунистический деятель.
- 16 февраля — Виктор Карандаков (66) — участник Великой Отечественной войны, Герой Советского Союза.
- 17 февраля — Андрей Волков (66) — участник Великой Отечественной войны, Герой Советского Союза.
- 17 февраля — Василий Казаков (64) — советский государственный деятель, министр авиационной промышленности СССР.
- 17 февраля — Александр Сысолятин (54) — электрослесарь шахтоуправления «Егоршинское», мастер миниатюрных поделок. Почётный гражданин города Артемовского.
- 17 февраля — Иван Фильчаков (66) — участник Великой Отечественной войны, Герой Советского Союза.
- 18 февраля — Терентий Поляничев (64) — Полный кавалер Ордена Славы.
- 19 февраля — Василий Рева (61) — участник Великой Отечественной войны, гвардии младший лейтенант, Герой Советского Союза.
- 19 февраля — Рюрик Ивнев (89) — русский поэт, прозаик, переводчик.
- 21 февраля — Рафаил Синельников — советский анатом, профессор Харьковского медицинского университета.
- 22 февраля — Григорий Семёнов (61) — полный кавалер ордена Славы.
- 23 февраля — Александр Коробов (70) — старшина Рабоче-крестьянской Красной Армии, участник Великой Отечественной войны, Герой Советского Союза.
- 26 февраля — Леонид Балякин (65) — участник Великой Отечественной войны, Герой Советского Союза.
- 26 февраля — Яков Орлов (57) — советский композитор, дирижёр, педагог. Народный артист УССР.
- 26 февраля — Леонид Пинский (74) — советский филолог, педагог, специалист по истории западноевропейской литературы XVII—XVIII веков, мыслитель-эссеист.
- 28 февраля — Газрет Алиев (58) — участник Великой Отечественной войны, гвардии младший лейтенант, Герой Советского Союза.
- 28 февраля — Николай Щербина (61) — участник Великой Отечественной войны, Герой Советского Союза.

### Без точных дат
- Дмитрий Жаровский (89) — член КПСС, технический деятель.

## Март
- 2 марта — Илья Антонов (67) — участник Великой Отечественной войны, Герой Советского Союза.
- 2 марта — Яков Мухачёв (67) — генерал-майор Советской Армии, участник Великой Отечественной войны.
- 2 марта — Анна Саксе (76) — латышская советская писательница.
- 3 марта — Олег Даль (39) — советский актёр театра и кино; сердечный приступ.
- 3 марта — Александр Никитин (73) — Полный кавалер Ордена Славы.
- 4 марта — Константин Большаков — Полный кавалер Ордена Славы.
- 4 марта — Владимир Окорков (66) — железнодорожник, Герой Социалистического Труда.
- 5 марта — Пётр Ильин (63) — Герой Советского Союза.
- 5 марта – Амар Узеган (70) – алжирский политический и годарственный деятель.
- 6 марта — Василий Белоусов (62) — участник Великой Отечественной войны, Герой Советского Союза.
- 7 марта — Александр Грач (62) — русский советский археолог.
- 7 марта — Бен Карлин (68) — австралийский путешественник.
- 8 марта — Борис Борисов (78) — в период обороны Севастополя 1941—1942 годов первый секретарь Севастопольского горкома ВКП(б), председатель городского комитета обороны.
- 8 марта — Александр Квашнин (81) — Герой Советского Союза.
- 9 марта — Николай Сербиненко (58) — Герой Советского Союза.
- 10 марта — Тимофей Гуртовой (62) — тромбонист, дирижёр, педагог.
- 10 марта — Ярослав Лопатинский — советский математик.
- 11 марта — Владимир Сосин (55) — Герой Советского Союза.
- 12 марта — Степан Жарков (67) — участник Великой Отечественной войны, полный кавалер ордена Славы.
- 13 марта — Михаил Погорелов (59) — Герой Советского Союза.
- 13 марта — Анатолий Тебеньков (56) — Герой Советского Союза.
- 15 марта — Иван Варепа (70) — лейтенант Рабоче-крестьянской Красной Армии, участник Великой Отечественной войны, Герой Советского Союза.
- 15 марта — Николай Мужайло (62) — участник Великой Отечественной войны, Герой Советского Союза.
- 15 марта — Рене Клер (82) — французский кинорежиссёр, создатель жанра музыкального фильма, писатель, актёр.
- 17 марта — Иосиф Костюк (61) — старший лейтенант Советской Армии, участник Великой Отечественной войны, Герой Советского Союза.
- 19 марта — Ашот Акопян (66) — советский разведчик-нелегал.
- 19 марта — Илья Иванов (64) — участник Великой Отечественной войны, Герой Советского Союза.
- 20 марта — Евдоким Мальцев (70) — политический работник советских Вооружённых сил, генерал армии.
- 21 марта — Марк Донской (80) — советский кинорежиссёр, народный артист СССР (1966), лауреат Государственной премии СССР (1968).
- 21 марта — Пётр Багрий (55) — советский экономист, академик Академии наук УССР.
- 21 марта — Николай Дунаев (62) — участник Великой Отечественной войны, Герой Советского Союза.
- 21 марта — Исидор Кацнельсон (70) — советский историк-востоковед.
- 22 марта — Владимир Тамбиев (66) — участник Великой Отечественной войны, Герой Советского Союза.
- 24 марта — Дмитрий Жуков (83) — советский дипломатический деятель, чрезвычайный и полномочный посол СССР в Бразилии (1974—1981).
- 24 марта — Фёдор Зиновьев (79) — участник Великой Отечественной войны, Герой Советского Союза.
- 24 марта — Трофим Лапин (67) — Полный кавалер ордена Славы.
- 25 марта — Альберт Гендельштейн (74) — советский режиссёр и сценарист игрового и документального кино.
- 26 марта — Константин Каменев (63) — участник Великой Отечественной войны, Герой Советского Союза.
- 27 марта — Юри Кукк (40) — эстонский и советский ученый-химик, диссидент.
- 27 марта — Алихан Макоев (58) — участник Великой Отечественной войны, Герой Советского Союза.
- 27 марта — Мао Дунь (84) — китайский писатель и общественный деятель.
- 28 марта — Андрей Красин (69) — советский физик. Академик АН БССР.
- 28 марта — Пауль Руммо (71) — советский и эстонский писатель, Заслуженный деятель искусств Эстонской ССР (1952).
- 28 марта — Николай Смага (42) — советский легкоатлет.
- 28 марта — Николай Тимофеев-Ресовский (80) — советский биолог, генетик.
- 28 марта — Юрий Трифонов (55) — русский советский писатель.
- 28 марта — Иван Чернов (76) — участник Великой Отечественной войны, Герой Советского Союза.
- 29 марта — Степан Галусташвили (60) — участник Великой Отечественной войны, Герой Советского Союза.
- 29 марта — Эрик Юстас Уильямс (69) — Премьер-министр Тринидада и Тобаго (1958-81).
- 30 марта — Михаил Леонтович (78) — советский физик-теоретик, академик АН СССР.
- 31 марта — Авксентий Мошенский (81) — генерал-майор МВД СССР, участник Гражданской и Великой Отечественной войн.

### Без точных дат
- Бузя Вайнерман (80) — член КПСС, директор ряда предприятий, партийный деятель и редактор.
- Яков Сидоров (95) — член КПСС, директор санатория в Звенигороде (МО), государственный деятель.

## Апрель
- 1 апреля — Агния Барто (75) — советская поэтесса.
- 1 апреля — Михаил Дрожжин (65) — участник Великой Отечественной войны, Герой Советского Союза.
- 1 апреля — Расул Рза (70) — азербайджанский поэт.
- 2 апреля — Ашимбек Бектасов (70) — советский государственный и партийный деятель, народный комиссар совхозов Казахской ССР (1942).
- 4 апреля — Тадеуш Вильчинский (92) — доктор философских наук.
- 4 апреля — Николай Меркурьев (60) — участник Великой Отечественной войны, Герой Советского Союза.
- 4 апреля — Семен Снитковский (47) — советский музыкант (скрипач), лауреат ряда всесоюзных и международных конкурсов исполнителей.
- 5 апреля — Василий Гладков (74) — участник Великой Отечественной войны, Герой Советского Союза.
- 5 апреля — Пинхус Кремень (90) — французский художник Парижской школы.
- 7 апреля — Митрофан Агалаков (72) — командир отделения 58-го отдельного штурмового инженерно-саперного батальона, старшина.
- 8 апреля — Герасим Богомолов (76) — советский ученый — геолог, гидролог, гидрогеолог, эколог, государственный и общественный деятель, академик, доктор наук, заслуженный деятель науки и техники БССР (1968).
- 8 апреля — Владимир Егоров (57) — участник Великой Отечественной войны, Герой Советского Союза.
- 8 апреля — Николай Клочко (73) — подполковник Советской Армии, участник Великой Отечественной войны, Герой Советского Союза.
- 8 апреля — Риза Чокин (80) — советский партийный и общественный деятель.
- 9 апреля — Александр Бабаев (67) — участник Великой Отечественной войны, Герой Советского Союза.
- 9 апреля — Павел Михеев (65) — участник Великой Отечественной войны, Герой Советского Союза.
- 10 апреля — Анатолий Неволин (57) — Полный кавалер Ордена Славы.
- 12 апреля — Владимир Бехтин (57) — Полный кавалер ордена Славы.
- 12 апреля — Иван Зайцев (67) — Герой Советского Союза.
- 12 апреля — Николай Ильбеков (65) — прозаик, народный писатель Чувашской АССР.
- 14 апреля — Николай Хозяинов (55) — Герой Советского Союза.
- 16 апреля — Леонид Мельников (74) — советский партийный и государственный деятель.
- 17 апреля — Иван Дубовой (80) — Герой Советского Союза.
- 17 апреля — Фёдор Рязанов — советский государственный деятель.
- 18 апреля — Болеслав Слосканс (87) — титулярный епископ Cillio, администратор Могилёвской митрополии.
- 19 апреля — Фёдор Головашко (57) — Герой Советского Союза.
- 20 апреля — Георгий Гуслев (64) — Герой Советского Союза.
- 20 апреля — Касумов, Имран Ашум оглы (62) — азербайджанский советский писатель, драматург, сценарист.
- 20 апреля — Сабит Оруджев (68) — советский государственный деятель.
- 22 апреля — Иван Беляков (59) — лётчик, штурман эскадрильи 594-го штурмового авиационного полка 332-й штурмовой авиационной дивизии 4-й воздушной армии 2-го Белорусского фронта, старший лейтенант.
- 22 апреля — Борис Гумперт (85) — советский государственный и партийный деятель, народный комиссар земледелия Бессарабской ССР, народный комиссар по военным делам Бессарабской ССР (1919).
- 22 апреля — Иван Мошляк (73) — Герой Советского Союза.
- 23 апреля — Генрик Юзевский (89) — польский политический деятель.
- 24 апреля — Андрей Булгаков (60) — Герой Советского Союза.
- 24 апреля — Абдурахман Даниялов (72) — советский государственный и партийный деятель,1-й секретарь Дагестанского областного комитета ВКП(б) — КПСС (1948—1967).
- 25 апреля — Анатолий Галецкий (57) — капитан Советской Армии, участник Великой Отечественной войны, Герой Советского Союза.
- 25 апреля — Николай Самусев — Герой Советского Союза.
- 26 апреля — Николай Золотаревский (70) — советский и российский военачальник, инженер-строитель.
- 27 апреля — Вилис Янумс (87) — офицер русской, советской, латышской армии.
- 28 апреля — Лев Локтев — выдающийся советский конструктор артиллерийского вооружения.
- 28 апреля — Григорий Шпигель (66) — советский актёр театра и кино, Заслуженный артист РСФСР.
- 29 апреля — Николай Забырин (58) — Герой Советского Союза.
- 30 апреля — Фёдор Кривонос (63) — Полный кавалер ордена Славы.

## Май
- 2 мая — Александр Осадчий (73) — генерал-майор Советской Армии, участник Великой Отечественной войны, Герой Советского Союза.
- 3 мая — Наргис (наст. имя Фатима Рашид) (51) — индийская актриса.
- 3 мая — Оскар Сандлер (71) — советский композитор, автор опер, оперетт, музыкальных комедий, балета, музыки к фильмам и спектаклям, песен.
- 3 мая — Наум Эйтингон (81) — генерал-майор НКВД.
- 4 мая — Федосий Кривенко (61) — советский офицер, танкист, участник Великой Отечественной войны, Герой Советского Союза.
- 5 мая — Гавриил Бердников — участник Великой Отечественной войны, Герой Советского Союза.
- 5 мая — Алексей Головин (69) — участник Великой Отечественной войны, Герой Советского Союза.
- 5 мая — Касим Фаттахов (60) — хозяйственный деятель. Заслуженный работник сельского хозяйства Башкирской АССР.
- 5 мая — Раззак Хамраев (70) — советский узбекский актёр и режиссёр, народный артист СССР.
- 6 мая — Павел Нестеренко (68) — участник Великой Отечественной войны, Герой Советского Союза.
- 6 мая — Владимир Судец (76) — маршал авиации.
- 8 мая — Ури Цви Гринберг (84) — еврейский поэт и публицист.
- 9 мая — Владимир Алисейко (60) — Герой Советского Союза.
- 9 мая — Евгений Брусиловский (75) — советский композитор, народный артист Казахской ССР.
- 9 мая — Павел Власов (68) — полный кавалер ордена Славы.
- 10 мая — Николай Тищенко (54) — советский футболист, защитник. Игрок национальной сборной СССР.
- 10 мая — Антон Шевелёв (63) — Герой Советского Союза.
- 11 мая — Александр Крылов (76) — советский учёный-нефтяник, академик АН СССР.
- 12 мая — Леонид Соколов (73) — Герой Советского Союза.
- 14 мая — Геннадий Габайдулин (66) — Герой Советского Союза.
- 14 мая — Михаил Зуев (62) — Герой Советского Союза.
- 14 мая — Пётр Кузнецов (56) — Герой Советского Союза.
- 15 мая — Тарас Боровец (73) — украинский националист.
- 16 мая — Владимир Волчик (63) — советский актёр театра и кино.
- 17 мая — Константин Сорокин (72) — советский киноактёр.
- 18 мая — Уильям Сароян (72) — американский писатель и драматург армянского происхождения.
- 11 мая — Боб Марли (36) — певец в стиле регги.
- 17 мая — Мусеиб Багиров (65) — Герой Советского Союза, участник Великой Отечественной войны.
- 19 мая — Пётр Морозов (57) — Герой Советского Союза.
- 19 мая — Михаил Муравьёв (62) — Герой Советского Союза.
- 19 мая — Алексей Тереножкин (73) — советский археолог, доктор исторических наук, профессор.
- 20 мая — Биньямин Ардити (83) — израильский политик, депутат кнессета от движения «Херут», а затем от блока «ГАХАЛ».
- 20 мая — Павел Берестнев (67) — Герой Советского Союза.
- 20 мая — Яков Гречный (70) — советский металловед и металлофизик, доктор технических наук.
- 20 мая — Цай Ен (75) — советский режиссёр, драматург.
- 21 мая — Мухитдин Умурдинов (69) — Герой Советского Союза.
- 22 мая — Борис Сагал (63) — американский режиссёр кино и телевидения. Родной брат советского актёра Даниила Сагала.
- 22 мая — Рустэм Халитов (60) — полный кавалер Ордена Славы.
- 23 мая — Дэвид Льюис (72) — канадский адвокат и политик.
- 24 мая — Рольдос Агилера (41) — Президент Эквадора, авиакатастрофа.
- 24 мая — Базар Аманов (73) — советский актёр и драматург, народный артист СССР (1965).
- 25 мая — Георг Мальмстен (78) — финский певец, композитор и актёр.
- 25 мая — Руби Пэйн-Скотт (68) — австралийский радиофизик и радиоастроном. Была первой женщиной-радиоастрономом.
- 25 мая — Яков Шапошников (75) — Герой Советского Союза.
- 26 мая — Михаил Вайнштейн (41) — советский украинский художник-живописец.
- 27 мая — Григорий Баринов (69) — Герой Социалистического Труда.
- 27 мая — Борис Бещев (77) — советский государственный и партийный деятель, министр путей сообщения СССР (1948—1977), Герой Социалистического Труда.
- 28 мая — Алексей Пустовалов (65) — Герой Советского Союза.
- 29 мая — Прохор Залесов (66) — Герой Советского Союза.
- 29 мая — Анатолий Самохин (75) — Герой Советского Союза.
- 30 мая — Иван Павлов (62) — Герой Советского Союза.
- 31 мая — Михаил Иванов (71) — Герой Социалистического Труда.
- 31 мая — Владимир Черниговский (74) — советский нейрофизиолог, академик АМН СССР и АН СССР.

## Июнь
- 2 июня — Алексей Кесаев (79) — генерал-майор Советской Армии, участник Гражданской и Великой Отечественной войн.
- 3 июня — Никифор Баланов (71) — Герой Советского Союза.
- 3 июня — Михаил Князев (74) — Герой Советского Союза.
- 5 июня — Иван Мишин (71) — Герой Советского Союза.
- 8 июня — Шовкет Мамедова (84) — первая азербайджанская оперная певица (лирическое колоратурное сопрано) и педагог. Народная артистка СССР (1938).
- 8 июня — Иван Киценко (61) — Герой Советского Союза.
- 9 июня — Гордей Левченко (84) — советский военно-морской деятель.
- 11 июня — Николай Бабкин — Герой Социалистического Труда.
- 13 июня — Вадим Шверубович (79) — театральный деятель, педагог.
- 14 июня — Антон Бринский (75) — полковник Советской армии, в годы Великой Отечественной войны командир партизанской бригады особого назначения, Герой Советского Союза.
- 15 июня — Сергей Кулагин (66) — советский актёр театра и кино, Заслуженный артист РСФСР.
- 15 июня — Василий Шалимов (58) — Герой Советского Союза.
- 16 июня — Иван Гаврилюк (76) — полный кавалер Ордена Славы.
- 17 июня — Владимир Кулешов (60) — Герой Советского Союза.
- 17 июня — Ицхак Цукерман (65) — один из лидеров восстания в Варшавском гетто в 1943 году.
- 18 июня — Виктор Иванов[уточнить] (72) — советский украинский кинорежиссёр («За двумя зайцами», «Ключи от неба», «Эквилибрист»), кинодраматург.
- 20 июня — Лукьян Ткачук (78) — советский учёный в области литологического, петрологического и петрогенетического изучения осадочных, осадочно-вулканогенных и магматических горных пород.
- 22 июня — Лола Лейн (75) — американская киноактриса.
- 23 июня — Цара Леандер (74) —шведская киноактриса и певица, работавшая в основном в Германии.
- 24 июня — Дмитрий Бойко (62) — Герой Советского Союза.
- 24 июня — Василий Бутков (80) — Герой Советского Союза.
- 24 июня — Михаил Шнейдерман (72) — советский офицер, танкист, участник Великой Отечественной войны, Герой Советского Союза (1945).
- 25 июня — Пётр Борков (62) — командир расчета 120-мм миномета 597-го стрелкового полка (207-я стрелковая дивизия, 3-я ударная армия), старший сержант, полный кавалер Ордена Славы.
- 27 июня — Михаил Белов (64) — советский историк.
- 27 июня — Михаил Изотов (74) — советский промышленный деятель, Заслуженный строитель РСФСР.
- 28 июня — Терри Фокс (22) — всемирно известный канадский активист по поддержке людей, болеющих раком.
- 29 июня — Николай Петров (58) — Герой Советского Союза
- 29 июня — Антонина Смерека (89) — украинская советская театральная актриса.
- 29 июня — Евгений Харитонов (40) — русский поэт, прозаик, драматург, режиссёр, один из основоположников русской гей-литературы.

### Без точных дат
- Анна Будницкая (89) — член КПСС, научный сотрудник, а также швея.

## Июль
- 3 июля — Василий Соколов (69) — советский футболист (защитник), тренер. Заслуженный мастер спорта СССР.
- 5 июля — Иван Карасёв (78) — советский политический деятель, 1-й секретарь Могилёвского областного комитета КП(б) Белоруссии (1948—1950).
- 5 июля — Пётр Корнилов (77) — советский государственный и политический деятель.
- 6 июля — Феодосий Коренчук (64) — полковник Советской Армии, участник советско-финской и Великой Отечественной войн, Герой Советского Союза.
- 7 июля — Дмитрий Куропятник (70) — Герой Советского Союза.
- 8 июля — Джеймс Армстронг (63) — австралийский борец вольного стиля.
- 8 июля — Абдусамат Тайметов (72) — советский лётчик военно-транспортной и гражданской авиации.
- 8 июля — Иосиф Туманов (72) — советский актёр, театральный режиссёр. Народный артист СССР.
- 9 июля — Герман Пучков (57) — командир звена 70-го Гвардейского ШАП 3-й Гвардейской ШАД 9-го ШАК 16-й Воздушной армии 1-го Белорусского фронта, старший лейтенант. Герой Советского Союза.
- 9 июля — Нигяр Рафибейли (68) — азербайджанская поэтесса. Супруга поэта Расула Рзы и мать писателя Анара.
- 10 июля — Сергей Аничков (88) — ученый-фармаколог, заведующий отделом фармакологии в Институте экспериментальной медицины АМН СССР, академик АМН СССР.
- 12 июля — Борис Полевой (73) — советский журналист и писатель-прозаик.
- 14 июля — Михаил Важенин (63) — Герой Советского Союза.
- 14 июля — Борис Урланис (74) — советский демограф.
- 15 июля — Александр Голубой (60) — Герой Советского Союза.
- 15 июля — Тимофей Ковалёв (63) — Герой Советского Союза.
- 17 июля — Семён Деревянский (78) — советский кинорежиссёр.
- 20 июля — Шошана Авивит (80) — российская еврейская актриса.
- 20 июля — Ага Гусейн Джавадов (87) — азербайджанский советский актёр.
- 20 июля — Дмитрий Коротчаев (72) — советский транспортный строитель, Герой Социалистического Труда.
- 20 июля — Юозас Паукштялис (82) — советский и литовский писатель, Народный писатель Литовской ССР (1974).
- 21 июля — Людмила Живкова (38) — министр культуры Болгарии, дочь главы страны Тодора Живкова; последствия автокатастрофы.
- 21 июля — Волдемар Пуце (74) — латышский театральный и кинорежиссёр.
- 22 июля — Сергей Наровчатов (61) — русский советский поэт.
- 23 июля — Сергей Самков (63) — Герой Советского Союза.
- 25 июля — Дмитрий Часов (69) — Герой Советского Союза.
- 27 июля — Юрий Ларин (59) — Полный кавалер ордена Славы.
- 27 июля — Ефим Мартыч (71) — советский писатель.
- 27 июля — Уильям Уайлер (79) — один из самых успешных режиссёров в истории Голливуда.
- 28 июля — Борис Овчинников (60) — Герой Советского Союза.
- 28 июля — Наталья Скурту (74) — румынский политический деятель, врач-гинеколог, организатор здравоохранения и учёный-медик. Мать режиссёра Киры Муратовой.
- 29 июля — Жан-Мишель Карадек (34) — французский певец; автокатастрофа.
- 30 июля — Луиза Вандель (89) — австрийско-немецкая пианистка и музыкальный педагог.
- 31 июля — Михаил Ларченко (73) — белорусский советский литературовед, критик, педагог.
- 31 июля — Омар Торрихос Эррера (52) — Глава Правительства Панамы (09.1972-07.1981), авиакатастрофа.

### Без точных дат
- Иван Пономарёв (94) — член КПСС, общественный деятель.
- Эмма Салзырн (86) — член КПСС, партийный деятель, преподаватель и ткачиха.

## Август
- 1 августа — Ян Батори (59) — польский кинорежиссёр и сценарист.
- 2 августа — Виктор Бочков (80) — советский государственный деятель, прокурор СССР (1941—1943).
- 2 августа — Иван Ильгачев (79) — участник Великой Отечественной войны, Герой Советского Союза.
- 5 августа — Иван Мезенцев (77) — Полный кавалер Ордена Славы.
- 5 августа — Ежи Нейман (87) — американский математик и статистик.
- 5 августа — Пётр Слётов (84) — русский советский писатель.
- 8 августа — Иосиф Самохвалов (63) — участник Великой Отечественной войны, Герой Советского Союза.
- 11 августа — Фёдор Шельшаков (63) — участник Великой Отечественной войны, Герой Советского Союза.
- 12 августа — Семён Ганз (67) — советский химик. Кандидат химических наук.
- 12 августа — Акрам Шамкаев (64) — участник Великой Отечественной войны, Герой Советского Союза.
- 14 августа — Гавриил Балашов (66) — советский тяжелоатлет, тренер, судья, спортивный функционер.
- 14 августа — Григорий Бобков (73) — участник Великой Отечественной войны, Герой Советского Союза.
- 14 августа — Пётр Греков (59) — участник Великой Отечественной войны, Герой Советского Союза.
- 14 августа — Константин Петухов (66) — советский государственный деятель.
- 14 августа — Борис Сапунков (64) — участник Великой Отечественной войны, Герой Советского Союза.
- 14 августа — Владимир Харитонов (61) — русский поэт, автор стихов более чем к тысяче песен, самая знаменитая из которых — «День Победы».
- 15 августа — Владимир Лепорский (70) — директор металлургического комбината «Азовсталь».
- 15 августа — Виктор Москвин (56) — участник Великой Отечественной войны, Герой Советского Союза.
- 16 августа — Роберт Краскер — австралийский кинооператор.
- 18 августа — Василий Гладков (83) — участник Великой Отечественной войны, Герой Советского Союза.
- 18 августа — Иван Королёв (60) — участник Великой Отечественной войны, Герой Советского Союза.
- 18 августа — Элиэйзер Португал (83) — хасидский цадик, основатель скулянской династии.
- 18 августа — Евгений Трофимов (61) — участник Великой Отечественной войны, Герой Советского Союза.
- 18 августа — Сергей Шульц (82) — советский геолог, доктор геолого-минералогических наук, профессор.
- 19 августа — Владимир Фетин (55) — советский кинорежиссёр, Заслуженный деятель искусств РСФСР (1975).
- 20 августа — Иван Демиденко (60) — сержант Рабоче-крестьянской Красной Армии, участник Великой Отечественной войны, Герой Советского Союза.
- 20 августа — Сергей Котов (69) — участник Великой Отечественной войны, старший политрук РККА.
- 20 августа — Шандор Радо (81) — советский разведчик, венгерский картограф и географ.
- 20 августа — Василий Свечников (90) — советский учёный-металловед.
- 21 августа — Юзеф Ружаньский (74) — польский офицер НКВД СССР и МОБ ПНР.
- 21 августа — Воотеле Тамм (72) — эстонский трубач, солист симфонического оркестра радио и телевидения Эстонской ССР.
- 22 августа — Тихон Клименко (75) — сержант Рабоче-крестьянской Красной Армии, участник Великой Отечественной войны, Герой Советского Союза.
- 22 августа — Филипп Ромашин (85) — советский военачальник, генерал-майор.
- 24 августа — Дмитрий Ковалёв (56) — участник Великой Отечественной войны, Герой Советского Союза.
- 24 августа — Иосиф Толчанов (90) — советский актёр, народный артист СССР (1962).
- 24 августа — Филипп Чепурин (69) — участник Великой Отечественной войны, Герой Советского Союза.
- 27 августа — Алексей Пысин (61) — белорусский советский поэт, журналист.
- 27 августа — Михаил Репченко (57) — участник Великой Отечественной войны, Герой Советского Союза.
- 27 августа — Валерий Харламов (33) — советский хоккеист, заслуженный мастер спорта СССР (1969); автокатастрофа.
- 30 августа — Михаил Ильинковский (77) — советский политический деятель, председатель Исполнительного комитета Пинского областного Совета (1948).
- 30 августа — Аркадий Охремчик (74) — начальник Куйбышевской железной дороги, генерал — директор движения второго ранга.
- 31 августа — Илья Бикерман (84) — видный американский, немецкий и французский историк-антиковед российского происхождения, профессор Колумбийского университета.
- 31 августа — Иосиф Розенфельд (67) — советский физикохимик, доктор химических наук.
- 31 августа — Алексей Руднев (60) — участник Великой Отечественной войны, Герой Советского Союза.

## Сентябрь
- 1 сентября — Альберт Шпеер (76) — государственный деятель Германии, архитектор, рейхсминистр вооружений и военной промышленности (1942—1945).
- 3 сентября — Алексей Асмолов (75) — советский военный деятель, начальник Отдела контрразведки МВД СССР,заместитель министра внутренних дел Грузинской ССР, генерал-майор.
- 3 сентября — Фёдор Дербушев (65) — участник Великой Отечественной войны, Герой Советского Союза.
- 3 сентября — Борис Зубавин — русский советский писатель.
- 6 сентября — Александр Захарчук (69) — младший сержант Рабоче-крестьянской Красной Армии, участник Великой Отечественной войны, Герой Советского Союза.
- 7 сентября — Степан Аверчук (65) — советский военачальник, вице-адмирал.
- 7 сентября — Карлис Бамбергс (87) — советский агрохимик.
- 8 сентября — Александр Огнивцев (61) — оперный певец (бас).
- 8 сентября — Василий Роменских (70) — Герой Социалистического Труда.
- 8 сентября — Хидэки Юкава (74) — японский физик-теоретик.
- 9 сентября — Жак Лакан (80) — французский психоаналитик и философ.
- 9 сентября — Павел Максимихин (69) — подполковник Советской Армии, участник Великой Отечественной войны, Герой Советского Союза.
- 10 сентября — Василий Мациевич (68) — участник Великой Отечественной войны, Герой Советского Союза.
- 10 сентября — Алексей Панженский (55) — участник Великой Отечественной войны, Герой Советского Союза.
- 11 сентября — Грегори Брейт (82) — американский физик, член Национальной академии наук США.
- 12 сентября — Георгий Писарев (62) — Герой Советского Союза.
- 12 сентября — Вадим Собко (69) — советский и украинский писатель.
- 13 сентября — Василий Дольников (66) — Полный кавалер Ордена славы.
- 13 сентября — Георг Хаас (76) — израильский герпетолог, малаколог и палеонтолог.
- 14 сентября — Илья Артищев (58) — Герой Советского Союза.
- 14 сентября — Степан Носов (79) — старообрядческий писатель, переписчик.
- 15 сентября — Александр Первушин (57) — Герой Советского Союза.
- 16 сентября — Филипп Гупинец (70) — Полный кавалер Ордена Славы.
- 18 сентября — Владимир Лендер (70) —  советский конструктор артиллерийского вооружения.
- 19 сентября — Михаил Алексеев (85) — советский литературовед, академик АН СССР.
- 19 сентября — Николай Филиппенко (73) — Герой Советского Союза.
- 21 сентября — Иван Батечко (55) — советский украинский живописец и график.
- 21 сентября — Иван Белодед (75) — советский лингвист.
- 22 сентября — Иван Радченко (55) — Полный кавалер Ордена Славы.
- 22 сентября — Степан Штанько (59) — Герой Советского Союза, генерал-лейтенант.
- 23 сентября — Иван Кириченко (79) — советский военачальник, генерал-лейтенант танковых войск, участник гражданской войны, боёв на реке Халхин-Гол и Великой Отечественной войны, Герой Советского Союза.
- 23 сентября — Александр Старостин (78) — футболист.
- 24 сентября — Николай Жужома (59) — старший сержант Рабоче-крестьянской Красной Армии, участник Великой Отечественной войны, Герой Советского Союза.
- 24 сентября — Пётр Игнатьев (56) — Полный кавалер Ордена Славы.
- 26 сентября — Павел Авраменко (57) — участник Великой Отечественной войны, Герой Советского Союза.
- 26 сентября — Юрий Сахаров (59) — украинский шахматист, мастер спорта СССР.
- 27 сентября — Николай Богомолов (58) — участник Великой Отечественной войны, Герой Советского Союза.
- 28 сентября — Яков Павлов (63) — участник Великой Отечественной войны, Герой Советского Союза.
- 29 сентября — Билл Шенкли (68) — шотландский футболист, тренер.
- 29 сентября — Иван Жонголович (89) — советский астроном, гравиметрист и геодезист.
- 29 сентября — Николай Юркин (62) — участник Великой Отечественной войны, командир звена 98-го гвардейского отдельного разведывательного авиационного полка Главного командования ВВС Красной Армии, Герой Советского Союза.
- 30 сентября — Александр Гагиев (59) — участник Великой Отечественной войны, Герой Советского Союза.

### Без точных дат
- Зиновий Зангвиль (86) — член КПСС, бухгалтерский деятель.

## Октябрь
- 1 октября — Михаил Бекетов (73) — участник Великой Отечественной войны, Герой Советского Союза.
- 1 октября — Василий Казин (83) — русский поэт.
- 2 октября — Владимир Белоусов (73) — участник Великой Отечественной войны, Герой Советского Союза.
- 2 октября — Павел Нилин (73) — русский советский писатель, драматург, сценарист.
- 2 октября — Гасанага Дарья оглы Салаев (59) — азербайджанский советский актёр театра и кино.
- 3 октября — Тадеуш Котарбинский (95) — польский философ и логик, представитель Львовско-варшавской школы.
- 5 октября — Михаил Клоков (85) — советский ботаник-систематик.
- 5 октября — Василий Лозовский (64) — участник Великой Отечественной войны, Герой Советского Союза.
- 6 октября — Хаим Ландау (65) — израильский политик, бывший министр развития и министр транспорта Израиля.
- 6 октября — Пётр Пересумкин (63) — участник Великой Отечественной войны, Герой Советского Союза.
- 6 октября — Анвар Садат (62) — третий президент Египта, маршал (мушир); убит.
- 7 октября — Николай Александров (64) — советский хирург, организатор здравоохранения, член-корреспондент АМН СССР, профессор.
- 7 октября — Александр Запорожец (76) — психолог, действительный член АПН СССР.
- 8 октября — Иван Погорелов (56) — участник Великой Отечественной войны, Герой Советского Союза.
- 8 октября — Владимир Тхапсаев (71) — советский актёр, Народный артист СССР (1960).
- 10 октября — Илья Сергеев (56) — Полный кавалер Ордена Славы.
- 10 октября — Владимир Созинов (77) — участник Великой Отечественной войны, Герой Советского Союза.
- 11 октября — Василий Гелета (63) — полковник Советской Армии, участник Великой Отечественной войны, Герой Советского Союза.
- 11 октября — Георгий Мдивани (76) — советский и грузинский драматург и сценарист.
- 12 октября — Борис Терентьев (58) — участник Великой Отечественной войны, Герой Советского Союза.
- 13 октября — Григорий Бездомов (75) — советский государственный и партийный деятель, председатель Исполнительного комитета Челябинского областного Совета (1949—1961).
- 14 октября — Фёдор Дудко (78) — Полный кавалер Ордена Славы.
- 14 октября — Александр Поверенный — участник Великой Отечественной войны, Герой Советского Союза.
- 15 октября — Николай Морозов (65) — советский футболист.
- 15 октября — Золтан Хусарик (50) — венгерский график, художник по костюмам, кинорежиссёр.
- 16 октября — Олег Балакин (43) — советский актёр театра и кино, Заслуженный артист РСФСР (1975).
- 16 октября — Моше Даян (66) — израильский военный и государственный деятель, министр обороны Израиля во время Шестидневной войны 1967 года.
- 16 октября — Реваз Лагидзе (60) — грузинский композитор. Заслуженный деятель искусств Грузинской ССР (1958), Народный артист Грузинской ССР (1961).
- 16 октября — Давид Сидлер (76) — Полный кавалер Ордена Славы.
- 16 октября — Иван Удодов (55) — советский тяжелоатлет.
- 17 октября — Владимир Малевский (55) — русский советский живописец, член Ленинградского Союза художников.
- 18 октября — Виталий Рубин (58) — советский и израильский философ-востоковед.
- 19 октября — Георгий Жарков (66) — советский футболист, тренер. Центральный и полусредний нападающий.
- 19 октября — Димфна Кьюсак (79) — австралийская писательница.
- 19 октября — Жакипбек Мухамбетов (69) — участник Великой Отечественной войны, Герой Советского Союза.
- 19 октября — Ефим Рабкин (86) — советский офтальмолог.
- 21 октября — Моисей Альтман (91) — еврейский писатель.
- 21 октября — Николай Горбатенко (57) — участник Великой Отечественной войны, Герой Советского Союза.
- 21 октября — Юрий Корольков (75) — русский советский писатель, журналист.
- 22 октября — Василий Васильев (84) — военачальник советской армии, русский, генерал-лейтенант, охранник В. И. Ленина.
- 22 октября — Юрий Пантюхов (50) — советский хоккеист, нападающий.
- 23 октября — Вениамин Гридин (62) — участник Великой Отечественной войны, Герой Советского Союза.
- 25 октября — Аветик Бурназян (75) — организатор советской военно-медицинской службы, заместитель министра здравоохранения СССР.
- 26 октября — Пётр Бушев (82) — советский иранист-историк, доктор исторических наук.
- 26 октября — Абас Исрафилов (21) — Герой Советского Союза.
- 27 октября — Александр Лиморенко (69) — Герой Советского Союза.
- 27 октября — Луцийс Эндзелинс (72) — латвийский и австралийский шахматист.
- 28 октября — Иван Данильченко (67) — полковник Советской Армии, участник Великой Отечественной войны, Герой Советского Союза.
- 28 октября — Пётр Марьясов (65) — участник Великой Отечественной войны, Герой Советского Союза.
- 29 октября — Жорж Брассенс (60) — французский шансонье.
- 29 октября — Дмитрий Чечулин (80) — советский архитектор, автор проектов дома на Котельнической набережной, Белого дома, гостиницы «Россия» и др.
- 30 октября — Аркадий Первенцев (76) — русский советский писатель, сценарист, драматург и публицист.
- 30 октября — Авенир Сухондяевский (65) — советский капитан рыбопромыслового флота, Герой Социалистического Труда.
- 30 октября — Элияху Элисар (82) — израильский политический деятель, член Кнессета 1-го созыва и 2-го созыва, заместитель мэра Иерусалима.
- 31 октября — Иван Силаев (58) — Герой Советского Союза.

### Без точных дат
- Иван Горшков (83) — член КПСС, общественный деятель, участник ВОВ.
- Александр Сломянский (92) — член КПСС, директор ряда предприятий, слесарь, токарь.
- Данелия, Николай Дмитриевич — советский инженер-путеец, главный инженер Метростроя СССР, руководил строительством нескольких станций метро в Москве.

## Ноябрь
- 2 ноября — Василий Безменов (68) — Герой Советского Союза.
- 3 ноября — Василий Лагутин (68) — Герой Советского Союза.
- 4 ноября — Владимир Щербаков (80) — советский военачальник. Генерал-лейтенант.
- 5 ноября — Станислав Мазур (89) — польский учёный, математик, профессор, доктор Honoris causa Варшавского университета.
- 6 ноября — Григорий Прощаев (58) — лётчик штурмовой авиации, командир эскадрильи 235-го штурмового авиационного полка 264-й штурмовой авиационной дивизии 5-го штурмового авиационного корпуса 2-й воздушной армии 1-го Украинского фронта, старший лейтенант.
- 6 ноября — Григорий Шекера (57) — Полный кавалер Ордена Славы.
- 7 ноября — Михаил Клешнин (63) — Полный кавалер Ордена Славы.
- 8 ноября — Андрей Титов (76) — Герой Советского Союза.
- 9 ноября — Фёдор Ежков (60) — Герой Советского Союза.
- 9 ноября — Виктор Савельев (57) — советский токарь-расточник, передовик производства в тракторном машиностроении. Герой Социалистического Труда.
- 9 ноября — Михаил Молодиков (79) — Герой Советского Союза.
- 10 ноября — Абель Ганс (92) — французский кинорежиссёр, актёр
- 10 ноября — Валентин Ефимов (65) — советский работник сельского хозяйства, зоотехник, Герой Социалистического Труда.
- 10 ноября — Иван Павкин (61) — Герой Советского Союза.
- 11 ноября — Евсей Либерман (84) — советский экономист.
- 12 ноября — Ян Гомер (83) — основоположник грузинского тенниса. Заслуженный тренер Грузии, заслуженный деятель физкультуры и спорта Грузии.
- 12 ноября — Йосеф Кремерман — израильский политик, депутат кнессета от движения «Херут», блока «Гахал», а затем и от «Ликуда».
- 12 ноября — Михаил Григорьев (64) — генерал-полковник.
- 12 ноября — Иван Лут — сталевар комбината им. Ильича. Рационализатор, Герой Социалистического Труда.
- 13 ноября — Ариадна Громова (64) — известный советский писатель-фантаст, критик и теоретик фантастики.
- 13 ноября — Василий Цветков (72) — Герой Советского Союза.
- 14 ноября — Анатолий Горин (59) — Герой Советского Союза.
- 14 ноября — Сергей Рафальский (85) — поэт, прозаик, публицист.
- 16 ноября — Фёдор Жигарин (61) — Герой Советского Союза.
- 16 ноября — Константин Телегин (82) — видный советский военачальник, генерал-лейтенант.
- 18 ноября — Сергей Курзенков (70) — советский лётчик, герой Великой Отечественной войны, Герой Советского Союза.
- 18 ноября — Алексей Окладников (73) — советский археолог, историк, этнограф, академик АН СССР.
- 18 ноября — Николай Симоненко (66) — Герой Советского Союза.
- 19 ноября — Юрий Слонов (75) — композитор.
- 20 ноября — Михаил Гоморов (82) — советский актёр.
- 21 ноября — Фёдор Полынин (75) — Герой Советского Союза, генерал-полковник авиации.
- 21 ноября — Ольга Рубчаковна (78) — советская актриса театра и кино.
- 21 ноября — Мустафа Топчибашев (86) — азербайджанский советский учёный-хирург, доктор медицинских наук, профессор, академик НАН Азербайджана, академик Академии медицинских наук СССР, заслуженный деятель науки Азербайджанской ССР.
- 21 ноября — Павел Фурс (61) — Герой Советского Союза.
- 22 ноября — Геннадий Алексенко (75) — советский политический деятель, министр промышленности средств связи СССР (1947—1953).
- 22 ноября — Иван Борисевич (64) — Герой Советского Союза
- 23 ноября — Василий Трушкин (66) — Герой Советского Союза
- 24 ноября — Тимофей Пирогов (62) — Герой Советского Союза
- 25 ноября — Владимир Стрельченко (64) — Герой Советского Союза
- 26 ноября — Григол Чиковани (71) — грузинский советский писатель, сценарист, драматург.
- 26 ноября — Макс Эйве (80) — 5-й чемпион мира по шахматам, президент ФИДЕ.
- 27 ноября — Юрий Каморный (37) — советский актёр театра и кино, Заслуженный артист РСФСР; убит.
- 27 ноября — Иван Манагаров (83) — советский военачальник, генерал-полковник (1945), Герой Советского Союза.
- 28 ноября — Александр Деблер (73) — русский советский живописец, график и педагог.
- 29 ноября — Натали Вуд (43) — американская киноактриса, трижды номинированная на кинопремию «Оскар»; несчастный случай (утонула).
- 29 ноября — Марк Местечкин (81) — советский цирковой режиссёр.

### Без точных дат
- Николай Богданов (85) — член КПСС, профсоюзный и строительный деятель.
- Ата Дурдыев (71) — советский и туркменский актёр, народный артист СССР (1971).
- Карл Крумовиц (83) — член КПСС, директор ряда заводов, участник Гражданской войны в России.
- Самсон Платонов (88) — член КПСС, государственный и профсоюзный деятель, участник Гражданской войны в России.

## Декабрь
- 1 декабря — Григорий Березкин (63) — белорусский советский литературный критик, литературовед.
- 1 декабря — Фёдор Коровкин — автор учебника по истории Древнего мира для учащихся младших классов.
- 2 декабря — Анатолий Бонин (66) — участник Великой Отечественной войны, Герой Советского Союза.
- 2 декабря — Иван Обреимов (86) — советский физик, академик АН СССР.
- 4 декабря — Валентин Фёдоров (70) — советский футболист.
- 5 декабря — Михаил Роговский (56) — Полный кавалер ордена Славы.
- 6 декабря — Иван Кутинов — участник Великой Отечественной войны, Герой Советского Союза.
- 7 декабря — Иван Болдун (63) — старший лейтенант Рабоче-крестьянской Красной Армии, участник Великой Отечественной войны, Герой Советского Союза.
- 7 декабря — Пауль Карп (76) — эстонский дирижёр, тромбонист и музыкальный педагог.
- 8 декабря — Николай Гирнык (58) — украинский советский поэт, переводчик, журналист.
- 8 декабря — Николай Малочуев (56) — Полный кавалер Ордена Славы.
- 10 декабря — Константин Провалов (75) — Герой Советского Союза.
- 11 декабря — Сидор Слюсарев (75) — советский лётчик и военачальник, Герой Советского Союза.
- 11 декабря — Зоя Фёдорова (71) — русская советская киноактриса, заслуженная артистка РСФСР (1965); убийство.
- 12 декабря — Екатерина Алещева (68) — Герой Социалистического Труда.
- 12 декабря — Николай Лисин (69) — участник Великой Отечественной войны, Герой Социалистического Труда, председатель колхоза.
- 12 декабря — Майкл Постан (82) — британский историк-медиевист, экономист.
- 14 декабря — Василий Бердышев (73) — Герой Советского Союза.
- 15 декабря — Михаил Жаров (82) — советский актёр театра и кино, народный артист СССР (1949).
- 15 декабря — Акоп Манукян (65) — Герой Советского Союза.
- 16 декабря — Василий Воропаев (68) — майор Советской Армии, участник боёв на Халхин-Голе и Великой Отечественной войны, Герой Советского Союза.
- 17 декабря — Мехмет Шеху (68) — председатель Совета министров Албании (1954—1981).
- 19 декабря — Николай Дмитриев (64) — Герой Советского Союза.
- 21 декабря — Михаил Забейда-Сумицкий — оперный певец.
- 21 декабря — Михаил Панков (60) — Полный кавалер Ордена Славы.
- 22 декабря — Всеволод Сикорский (58) — белорусский историк и общественный деятель.
- 22 декабря — Пётр Тананаев (67) — Герой Советского Союза
- 22 декабря — Георгий Шенгелия (73) — Герой Советского Союза
- 22 декабря — Алексей Шляхтич (57) — Герой Советского Союза
- 23 декабря — Роман Гуров (66) — советский художник-оформитель игровых кукол для мультипликационных фильмов, художник-декоратор, художник-постановщик мультипликации.
- 24 декабря — Алексей Амелин (60) — Герой Советского Союза.
- 28 декабря — Владимир Вишневецкий (81) — Герой Советского Союза.
- 29 декабря — Семен Шахматов (66) — Герой Советского Союза.
- 30 декабря — Григорий Лойко (58) — участник Великой Отечественной войны, Герой Советского Союза.
- 30 декабря — Ислам Насибуллин (63) — Полный кавалер Ордена Славы.
- 30 декабря — Константин Чоловский (66) — Герой Советского Союза.
- 30 декабря — Евгений Фёдоров (71) — советский геофизик.
- 31 декабря — Ефим Дзиган (83) — советский кинорежиссёр. Народный артист СССР.
- 31 декабря — Пётр Зоненко (76) — выдающийся организатор производства.